# Saint-Julien-de-la-Nef
Saint-Julien-de-la-Nef – miejscowość i gmina we Francji, w regionie Oksytania, w departamencie Gard.
Według danych na rok 1990 gminę zamieszkiwało 140 osób, a gęstość zaludnienia wynosiła 16 osób/km² (wśród 1545 gmin Langwedocji-Roussillon Saint-Julien-de-la-Nef plasuje się na 763. miejscu pod względem liczby ludności, natomiast pod względem powierzchni na miejscu 816.).